# Brandon Clarke (Basketballspieler)
Brandon Clarke (* 19. September 1996 in Vancouver, British Columbia) ist ein kanadisch-amerikanischer Basketballspieler.

## Laufbahn
Der Sohn einer kanadischen Mutter und eines von Jamaika stammenden Vaters zog mit seiner Familie von Vancouver nach Phoenix in den US-Bundesstaat Arizona, als er drei Jahre alt war. Im Alter von sieben Jahren verbrachte er wieder einige Monate in Vancouver, ehe er fortan wieder in Arizona aufwuchs. Er verfügt über die Staatsangehörigkeiten Kanadas und der Vereinigten Staaten.
Clarke spielte als Schüler Basketball an der Desert Vista High School in Phoenix und wechselte 2015 an die San José State University. Für die dortige Hochschulmannschaft bestritt er bis 2017 61 Spiele und erreichte Mittelwerte von 13 Punkten, 7,1 Rebounds sowie 1,9 Blocks je Einsatz.
In der Sommerpause 2017 wechselte er innerhalb der ersten NCAA-Division an die Gonzaga University. Aufgrund der Wechselbestimmungen musste er zunächst ein Spieljahr aussetzen, ehe er in der Saison 2018/19 für Gonzaga auflief. Der für seine Vielseitigkeit und seine Stärken in der Verteidigung gerühmte Clarke war hinter dem Japaner Rui Hachimura zweitbester Punktesammler seiner Mannschaft (16,9 Punkte/Spiel) und kam mit 8,6 Rebounds sowie 3,2 Blocks je Begegnung auf zwei Höchstwerte innerhalb des Kaders. Seine 117 geblockten gegnerischen Würfe und seine Feldwurftrefferquote von 68,7 Prozent stellten in der gesamten NCAA Division I Bestmarken der Saison 2018/19 dar.
Er beendete seine Hochschulkarriere nach der Saison 2018/19 und meldete sich zum Draftverfahren der NBA an. Dort sicherten sich die Oklahoma City Thunder an 21. Stelle die Rechte an Clarke, gaben diese aber im Rahmen eines Tauschgeschäfts an die Memphis Grizzlies bei, von denen er mit einem mehrjährigen Vertrag ausgestattet wurde. In der NBA-Sommerliga 2019 wurde Clarke als bester Spieler sowie als bester Spieles des Endspiels ausgezeichnet. Diese doppelte Auszeichnung hatte vor ihm noch kein anderer erhalten.

## Karriere-Statistiken

### NBA

#### Hauptrunde
| Saison  | Team    | GP  | GS | MPG  | FG % | 3P % | FT % | RPG | APG | SPG | BPG | PPG  |
| ------- | ------- | --- | -- | ---- | ---- | ---- | ---- | --- | --- | --- | --- | ---- |
| 2019–20 | Memphis | 58  | 4  | 22.4 | .618 | .359 | .759 | 5.9 | 1.4 | 0.6 | 0.8 | 12.1 |
| 2020–21 | Memphis | 59  | 16 | 24.0 | .517 | .260 | .690 | 5.6 | 1.6 | 1.0 | 0.9 | 10.3 |
| 2021–22 | Memphis | 64  | 1  | 19.5 | .644 | .227 | .654 | 5.3 | 1.3 | 0.6 | 1.1 | 10.4 |
| 2022–23 | Memphis | 56  | 8  | 19.5 | .656 | .167 | .723 | 5.5 | 1.3 | 0.6 | 0.7 | 10.0 |
| 2023–24 | Memphis | 6   | 1  | 22.3 | .559 | .167 | .143 | 5.3 | 1.5 | 0.8 | 1.0 | 11.3 |
| Gesamt  | Gesamt  | 243 | 30 | 21.3 | .603 | .286 | .697 | 5.6 | 1.4 | 0.7 | 0.9 | 10.7 |

#### Play-offs
| Saison  | Team    | GP | GS | MPG  | FG % | 3P % | FT % | RPG | APG | SPG | BPG | PPG  |
| ------- | ------- | -- | -- | ---- | ---- | ---- | ---- | --- | --- | --- | --- | ---- |
| 2020–21 | Memphis | 2  | 0  | 4.5  | .500 | .000 | .000 | 0.5 | 0.0 | 0.0 | 0.5 | 1.0  |
| 2021–22 | Memphis | 12 | 0  | 24.7 | .615 | .000 | .667 | 6.9 | 2.0 | 0.8 | 0.8 | 12.3 |
| Gesamt  | Gesamt  | 14 | 0  | 21.8 | .613 | .000 | .667 | 6.0 | 1.7 | 0.6 | 0.8 | 10.7 |